# Chó cảnh Nga
Chó cảnh Nga (còn được gọi là Chó sục cảnh Nga và ở Nga là Chó cảnh Russkiy, Chó Toychik, tiếng Nga: Русский той, Тойчик) là một giống chó có kích thước rất nhỏ được nuôi ở Nga có nguồn gốc từ Chó sục cảnh Anh. Giống chó này có hai loại lông: lông mịn và lông dài. Sự đa dạng về lớp lông khiến giống chó có lông mịn bao phủ trước đây được gọi là Chó sục cảnh Nga và giống chó có một lớp lông dài được gọi với cái tên Chó sục cảnh lông dài Moscow. Cả hai đã được gộp lại dưới cùng tên Chó sục cảnh Nga vào năm 1988 và cụm "Chó sục" đã bị loại khỏi tên khi giống được thêm vào năm 2006 vào danh sách giống chính thức được đăng ký với Fédération Cynologique Internationale và đã được đăng ký bởi Tổ chức Chăm sóc Động vật Nuôi của Câu lạc bộ Chăm sóc Chó Hoa Kỳ từ năm 2008, được phép cạnh tranh trong các sự kiện do AKC tổ chức kể từ năm 2010. Tiêu chuẩn giống chính thức đầu tiên của hai giống này được viết vào năm 1966 ở Nga.
Loài này gần như bị xóa sổ hai lần; đầu tiên vào những năm 1920 với sự gia tăng của chủ nghĩa Cộng sản do sự liên kết truyền thống của chó cảnh với tầng lớp quý tộc và một lần nữa vào những năm 1990, với lý do là dòng giống ngoại lai sau sự sụp đổ của Bức màn sắt. Loại chó có bộ lông mịn là loại cũ hơn và loại lông dài đầu tiên xuất hiện vào năm 1958.